# Бугац
Бугац (мађ. Bugac) је село у Мађарској, јужном делу државе. Село је насељено место Бач-Кишкунске жупаније, са седиштем у Кишкунфелеђхази.
Насеље покрива површину од 131,11 km² и има популацију од 2.889 људи (2010).
Околина насеља, Бугац пуста, највећа је од седам неповезаних јединица које чине „Национални парк Кишкуншаг”.

## Историја
Бугач је основала локална влада Кечкемета, коју је предводила Када Елек 1909. године. Првобитно је место припадао покрајини Кечкемет у 19. веку.
Књига Деде Коркут, где су сакупљене најпознатије међу епским причама о Турцима Огузима, помиње Бугачук, који се на турским језицима такође пише Бугац. Стога многи људи верују да су ова два властита имена повезана.
Велики Курултај (племенски сабор хунско-турских народа, прослава очувања древних традиција) обично се одржава у овом малом граду сваке 2 године.

## Одлике
Иако је Бугач део Велике равнице, познато је да има неколико карактеристика које га разликују од равница. Пешчана брда, настала јаким ветровима, покривају неколико квадратних километара региона, што резултира јединственим пејзажом око села. Висина ових брда је од 10 до 50 метара. Недостатак вегетације због лошег квалитета земљишта у овом крају је проузроковао пешчане брежуљке, који су се непрестано померали и кретали са ветровима.
У осамнаестом веку, Марија Терезија је одлучила да заустави пешчане ветрове пошумљавањем. Бугач је сада окружен шумама које покривају пешчана брда око села. Овај јединствени облик земљишта разликује се од Националног парка Хортобађ. Бугач је део „Националног парка Кишкуншаг” који је други национални парк Мађарске, основан 1975. године. Први национални парк је био Национални парк Хортобађ основан 1973. године.